# Silver Car Crash (Double Disaster)

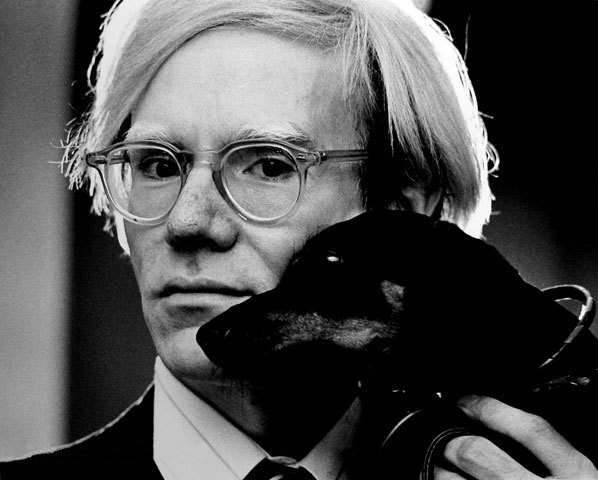
Andy Warhol

Silver Car Crash (Double Disaster) je obraz amerického výtvarníka Andyho Warhola z roku 1963. Dílo je více než dva a půl metru vysoké a jeho šířka přesahuje čtyři metry. Obraz zobrazuje následky autonehody; v jeho levé polovině je patnáctkrát zobrazena autonehoda a pravá strana je prázdná. V listopadu 2013 byl v newyorské aukční síni Sotheby's prodán za 105,4 milionu amerických dolarů, což byla do té doby nejvyšší částka, za jakou byl Warholův obraz prodán. Překonal tak obraz Green Car Crash (Green Burning Car I), který byl o šest let dříve prodán za 71,7 milionu dolarů.